# Tétrico I
Caio Pio Esúvio Tétrico (em latim: Gaius Pius Esuvius Tetricus) foi o último imperador do Império das Gálias de 271 a 274. De início era presidente da Gália Aquitânia e tornou-se imperador após o assassinato de Vitorino em 271, tendo recebido apoio de Vitória, mãe do falecido. Em seu reinado, enfrentou pressão externa de invasores germânicos, que pilharam as porções setentrional e oriental de seu império, e do Império Romano, do qual o Império das Gálias seccionou. Opôs-se aos invasores germânicos, mas em várias situações optou por retirar-se e deixou a Gália aberta a pilhagem.
Como seu império se espelhava nas tradições administrativas romanas, ao ascender como imperador Tétrico adotou oficialmente a titulatura romana e tornou-se Imperador César Esúvio Tétrico Pio Félix Invicto Augusto Pontífice Máximo. Sabe-se que por três anos consecutivos (271–273) foi cônsul, mas seus colegas consulares são desconhecidos, e também foi tribuno por quatro anos (270–274). Em 274, foi cônsul uma última vez com seu filho, o césar Tétrico II (r. 273–274).
Também enfrentou crescente pressão interna, levando-o a declarar seu filho Tétrico II césar em 273 e potencialmente coimperador em 274, embora isso seja discutido. O imperador romano Aureliano (r. 270–275) invadiu em 273/274, resultando na Batalha de Châlons, na qual Tétrico se rendeu. Discute-se se isso foi resultado de um acordo secreto entre Tétrico e Aureliano ou uma necessidade devido à sua derrota. Aureliano poupou-o, e mesmo assim o fez senador e corretor (governador) da Lucânia e Brúcio ou da Itália. Morreu de causas naturais alguns anos após 274.

## Antecedentes

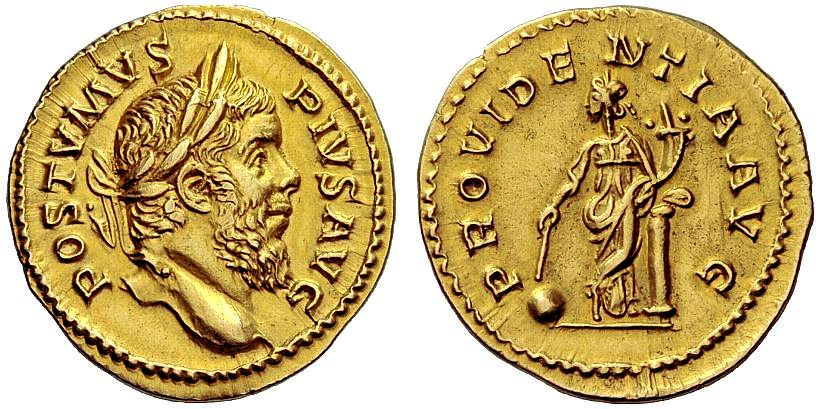
Áureo de Póstumo r.

Império Romano entre 260-269

O Império das Gálias foi fundado durante a Crise do Terceiro Século (235–284), no qual o Império Romano foi abalado por golpes de Estado quase constantes, com 26 imperadores diferentes reinando durante um período de 49 anos. Não se sabe seu nome, e Império das Gálias é a forma como convencionalmente é designado na literatura moderna. Era formado pelas províncias da Britânia, Hispânia e Gália e seccionou no tempo do imperador Galiano (r. 253–268). Galiano ascendeu após seu pai, Valeriano (r. 253–260), ser preso pelo Império Sassânida em 260. Galiano estava sobrecarregado por vários problemas, inclusive vários usurpadores, e vários ataques bárbaros nos Bálcãs e através do Reno — inclusive um ataque dos francos que chegou tão longe quanto Tarraco (atual Tarragona) na Hispânia. Por Galiano ser incapaz de evitar os raides, Póstumo, um comandante militar da fronteira do Reno, ergueu-se em revolta e declarou-se imperador (r. 260–269); por volta da mesma época assassinou Salonino (r. 258–260), filho e coimperador de Galiano, em Colônia Agripina (atual Colônia). Ele se focou em defender o Império das Gálias e, nas palavras do historiador romano Eutrópio: "restaurou as quase exaustas províncias através de enorme vigor e moderação".
Galiano tentou invadi-lo duas vezes, mas foi repelido em ambas, forçando-o a aceitar a secessão; apesar de incapaz de conquistar o Estado, garantiu que o Império Romano estivesse defendido e talvez colocou o comandante Auréolo no norte da Itália para evitar que Póstumo cruzasse os Alpes. Póstumo não fez qualquer tentativa de marchar por Roma e destroná-lo, mas ficou na Gália repelindo ataques das tribos germânicas. Póstumo foi morto por seus soldados em 269 em Mogoncíaco (atual Mogúncia) enquanto debelava a revolta do usurpador Leliano (r. 269), pois se recusou a deixá-los saqueá-la. Com sua morte, os soldados elegeram o oficial Marco Aurélio Mário (r. 269). Enquanto algumas fontes mantêm que governou por apenas 2 dias antes de ser morto por Vitorino, que serviu como prefeito pretoriano (comandante da guarda pretoriana) sob Póstumo, a quantidade de suas moedas indicam que serviu por mais tempo, ao menos três meses. Vitorino declarou-se imperador em meados de 269 em Augusta dos Tréveros (atual Tréveris), dois dias após matar Mário. O reinado de Vitorino foi reconhecido pelas províncias da Britânia e Gália, mas não pelas da Hispânia.

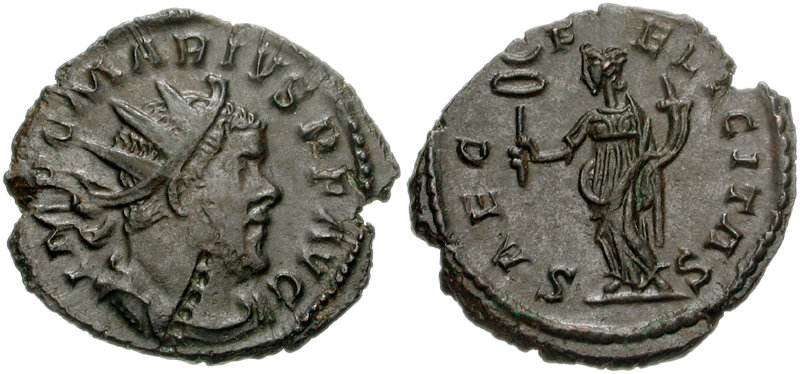
Antoniniano de Mário r.

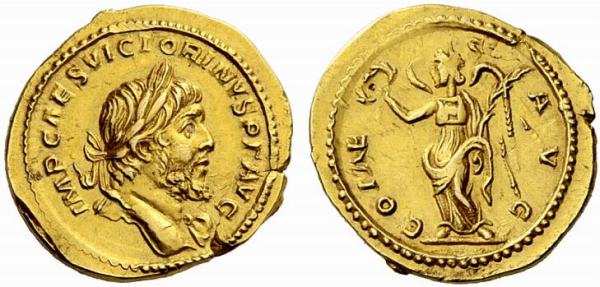
Áureo de Vitorino r.

## Vida
Comumente referido como Tétrico I, pensa-se, com base em seu nome, que Caio Pio Esúvio Tétrico era natural da Gália, porém a data de seu nascimento é incerta. Aurélio Victor cita-o como membro de uma família nobre. Pouco se sabe de seus primeiros anos, porém tornou-se senador e ocupou o posto de presidente (governador) da Gália Aquitânia cerca de 271. A evidência obtida através da numismática também prova que foi tribuno por quatro anos (270/271–273/274). No início de 271, Vitorino foi morto na cidade de Colônia por Aticiano, um oficial do exército gaulês, alegadamente por seduzir a esposa de Aticiano. Pela motivação passional do assassinato, a mãe de Vitorino, Vitória, pôde reter poder dentro do império e usou-o para nomear Tétrico ao assegurar o apoio do exército por suborno. O exército proclamou-o na primavera daquele ano em Burdígala (atual Bordéus), na Aquitânia, embora não estivesse presente na proclamação.
O Império das Gálias se espelhou nas tradições administrativas romanas e como tal seus imperadores adotaram títulos reais romanos em sua ascensão; Tétrico mudou seu nome para Imperador César Esúvio Tétrico Pio Félix Invicto Augusto Pontífice Máximo. No fim daquele ano, mudou a capital de Colônia Agripina para Augusta dos Tréveros. Em 273, elevou seu filho Tétrico II como césar para acrescer sua lidimidade ao trono; uma inscrição de Beterras (atual Béziers) associa Tétrico II com o segundo período tribunício de Tétrico, movendo a data de volta para 271/272, mas isso pode bem ser resultado de um erro do gravador. Tétrico pode também tê-lo elevado a coimperador nos últimos dias de seu reinado, mas isso é disputado. A não fiável História Augusta diz que elevou o seu filho em data inespecífica na biografia de Aureliano, mas nem Aurélio Victor nem Eutrópio citam o evento.

Império Romano em 271

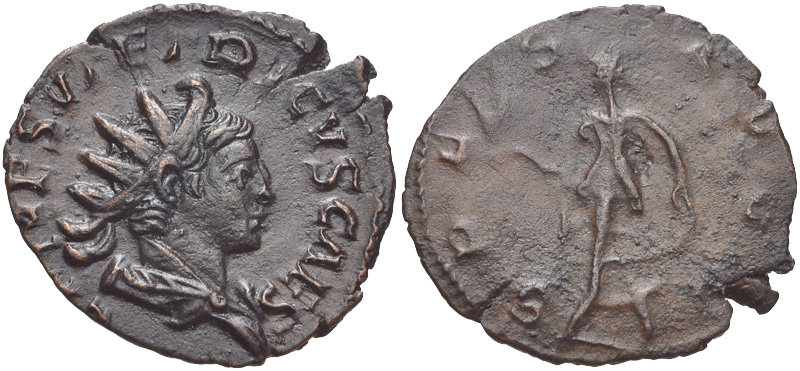
Antoniniano de r.

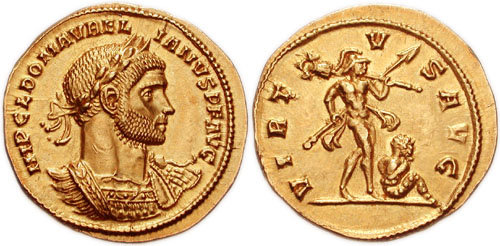
Áureo de Aureliano r.

Como Póstumo, seus maiores opositores eram o Império Romano e as tribos germânicas, porém, diferente dele, enfrentou dissenção dentro do exército e governo. Em sua ascensão, todas as províncias galas — exceto a Gália Narbonense, parcialmente retomada por Júlio Placidiano sob Cláudio II (r. 268–270) — e a Britânia reconheceram-no, mas a Bética, Lusitânia e Tarraconense, na Hispânia, e a cidade germânia de Argentorato (atual Estrasburgo) reconheceram Aureliano (r. 270–275), proclamado imperador em setembro de 270 em Sírmio, na Panônia. No tempo de Tétrico, os germânicos aumentaram sua agressividade, atacando através do Reno e junto à costa. Tétrico ocasionalmente lutou contra eles, sobretudo nos primeiros anos de seu reinado, inclusive celebrando um triunfo, mas na generalidade retirou-se com suas tropas e abandonou fortes, permitindo que o território fosse pilhado. Os raides continuaram quase com oposição alguma e inclusive um penetrou tão fundo que chegou ao rio Líger. Logo que ascendeu, ao dirigir-se a Augusta dos Tréveros, parou sua marcha para repelir germânicos que tentavam se aproveitar da confusão que se seguiu à morte de Vitorino e à época torna-se cônsul pela primeira vez.
No começo de 272 enfrentou outra ameaça germânica e em 272 e 273 reocupou a posição de cônsul; seus colegas durante os três consulados são desconhecidos. Em 273, ou mais provavelmente 274, Faustino rebelou-se, mas foi rapidamente esmagado.  Na mesma época, Tétrico deve ter celebrado a Quinquenália e no início de 274 assumiu o consulado com seu filho; outros datam o consulado conjunto em 273, que reduz para três os consulados de Tétrico. Algumas moedas de Tétrico cunhadas em 274 apresentam legenda que talvez pode aludir à elevação de Tétrico II, mas dadas as circunstâncias do período e outras características presentes nas mesmas moedas, hoje se pensa que podem ter sido emitidas numa tentativa de assegurar uma aliança com Aureliano ao reconhecê-lo como colega em vez de rival, algo que Caráusio faria no fim do século para tentar assegurar a paz com Diocleciano e Maximiano.
Enquanto Aureliano estava focado em suas tentativas de derrotar o Império de Palmira sob a imperatriz Zenóbia, Tétrico conseguiu recuperar controle da Gália Narbonense e as porções sudoeste da Gália Aquitânia. No início de 274, Aureliano marchou ao norte da Gália, enquanto Tétrico liderou suas tropas ao sul de Augusta dos Tréveros para confrontá-lo. Os exércitos se encontraram em fevereiro ou março na Batalha de Châlons. A batalha foi tida como excepcionalmente sangrenta, de modo que por gerações foi referida como a "catástrofe cataláunica", chamada assim em honra aos vizinhos Campos Cataláunicos. O exército de Tétrico foi totalmente derrotado e ele rendeu-se logo após sua derrota ou depois, com a data mais tardia possível sendo março, quando as moedas galas mudaram a efígie imperial de Tétrico e seu filho por aquela de Aureliano. Fontes antigas como Aurélio Vitor, Eutrópio, a História Augusta e Paulo Orósio relatam que Tétrico já havia feito um acordo com Aureliano, oferecendo sua rendição em troca de uma derrota honorável e sem punição, citando Virgílio: "me resgate invicto desses problemas" (eripe me his invicte malis). Pensa-se, porém, que o relato foi produto da propaganda imperial romana. Aureliano, que estava tentando estabilizar um frágil império, beneficiou-se do rumor que Tétrico planejava trair seu exército, pois suas tropas estariam menos propensas a revoltas.

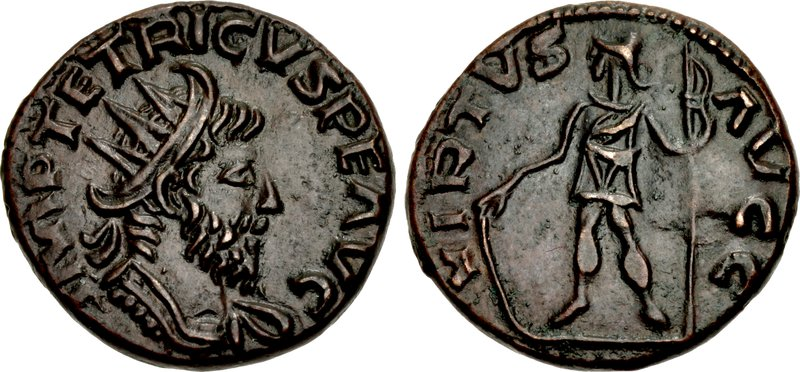
Antoniniano de Tétrico emitido em 274

Com sua rendição, o Império das Gálias foi reincorporado no Império Romano e Aureliano fez um triunfo em Roma, envolvendo carroças, 20 elefantes, 200 feras (tigres, girafas, alces, etc.), 800 gladiadores e prisioneiros de várias tribos bárbaras. Os chefes dos dois Estados secessionistas, Tétrico e Zenóbia, foram postos a desfilar durante esse triunfo, junto de Tétrico II. Tétrico e seu filho não foram colocados em correntes em sua marcha, mas usaram bragas (calças gaulesas). Aureliano perdoou-os e fez Tétrico senador e corretor (governador de província menor) da Lucânia e Brúcio, uma província no sul da Itália ou de toda a Itália; a História Augusta afirma que foi feito corretor da Lucânia (corrector Lucaniae) na biografia de Tétrico, mas afirma que foi feito corretor da Itália (corrector totius Italiae) na biografia de Aureliano. Não há evidência epigráfica para corretores da Itália que predatam Tétrico, com a primeira evidência a um corretor de uma região vindo de cerca de 283, dez anos após Aureliano nomeá-lo corretor. Devido às contradições dentro da História Augusta, a opinião dos estudiosos modernos se divide. Alguns, como David Magie, que editou a edição Loeb da História Augusta, favorecem Tétrico como corretor da Itália, enquanto outros, como Alaric Watson, apoiam-o como corretor da Lucânia.  Morreu de causas naturais anos depois como cidadão privado.

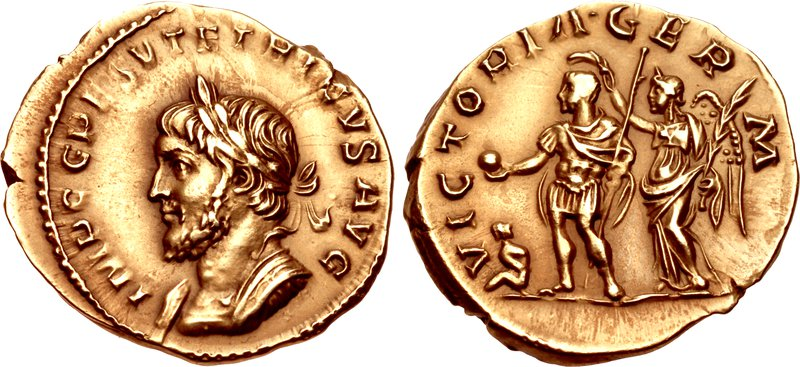
Áureo cunhado em 271 em Augusta dos Tréveros. Nele Vitória aparece celebrando seus feitos contra os germânicos

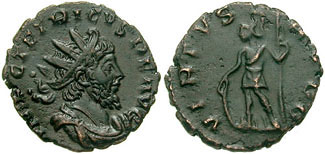
Antoniniano cunhado em 273/274 em Augusta dos Tréveros

## Numismática
Os áureos de ouro cunhados durante seu reinado podem ser divididos em vários tipos. 7 apresentam seu busto no obverso, com os reversos mostrando-o cavalgando um cavalo, uma Equidade de pé, um Júpiter de pé, uma Letícia de pé, um Pax de pé, ele segurando um galho de oliveira e um cetro, ou uma Esperança de pé. Um áureo apresenta sua face no obverso e um Hilaridade de pé no reverso. Outro apresenta sua cabeça no obverso e uma descrição da deusa Vitória caminhando a direita no reverso. Havia dois tipos de áureos que descreveram Tétrico I e Tétrico II juntos; ambos apresentam bustos jugados deles no obverso, com um apresentando Eternidade de pé e o outro Felicidade de pé, ambas no reverso. Um raro quinário emitido durante seu reinado apresenta um busto ¾ de Tétrico no obverso e Vitória de pé com seu pé sobre um globo no reverso.
A cunhagem do Império das Gálias não dá evidências de jogos públicos ou festivais, como era comum no Império Romano, embora se creia que ocorressem tais festividades e jogos. Em algumas moedas o imperador aparece olhando à esquerda, ao contrário da habitual direita, e se pensa que foram usadas para donativos concedidos aos soldados na ascensão ou consulado do imperador. As moedas de Tétrico, e mesmo as de seu filho, foram cunhadas em Augusta dos Tréveros (a maioria) e Colônia Agripina. Muitas das moedas cunhadas sob Tétrico são de baixa qualidade, com seu antoniniano contendo tão pouca prata que era fácil fazer imitiações, causando uma inundação de falsificações nos mercados. Ainda, como provável consequência da perda das províncias hispânicas, o conteúdo de ouro nas moedas de Tétrico também era muito baixo.

## Historiografia
As fontes antigas do Império das Gálias são pobres e sobretudo breves notas de autores latinos do final do século IV que dependeram sobretudo da agora perdida Enmannsche Kaisergeschichte, referências esparsas do primeiro livro do historiador romano Zósimo e de informação retirada da cunhagem emitida pelos imperadores gauleses. Apesar da vida dos imperadores gauleses estar coberta dentro da História Augusta, a informação não é fiável devido ao entrelaçamento de fatos e invenção dentro da obra. Ele é listado um dos "Trinta Tiranos" da História Augusta.
Fontes epigráficas também fornecem alguma informação, mas o uso de epígrafes estava em declínio no período e muitas não são datadas. Inscrições portando o nome de Tétrico são comuns em toda a Gália, mas através da Gália há uma linha vertical de inscrições portanto o nome de Aureliano que foram feitas após a rendição de Tétrico; nenhuma das inscrições de Tétrico se sobrepõe às inscrições de Aureliano.